# Go Together
Albums par Carla Bley
The Very Big Carla Bley Band
(1991) Big Band Theory
(1993)
Go Together est un album de la pianiste et compositrice de jazz Carla Bley et du bassiste Steve Swallow sorti en 1993 chez WATT/ECM. C'est le deuxième album du duo après Duets (1988).
Après s'être concentrée sur son travail de compositrice avec de grands ensembles, Carla Bley met en avant son jeu piano, avec une gestion de l'espace qui peut rappeler Thelonious Monk. C'est un album à la tonalité joyeuse, où l'entente entre Bley et Swallow est remarquable. On y entend quelques-unes des compositions les plus remarquables de Bley, comme Copyright Royalties ou Fleur Carnivore.

## Liste des pistes
| No | Titre                                                        | Musique       | Durée |
| -- | ------------------------------------------------------------ | ------------- | ----- |
| 1. | Sing Me Softly Of The Blues                                  | Carla Bley    | 5:52  |
| 2. | Mother of the Dead Man                                       | Carla Bley    | 5:54  |
| 3. | Masquerade in 3 Parts: - Carnation - Dark Glasses - Mustache | Steve Swallow | 13:08 |
| 4. | Ad Infinitum                                                 | Carla Bley    | 5:56  |
| 5. | Copyright Royalties                                          | Carla Bley    | 6:31  |
| 6. | Peau Douce                                                   | Steve Swallow | 4:46  |
| 7. | Doctor                                                       | Carla Bley    | 4:21  |
| 8. | Fleur Carnivore                                              | Carla Bley    | 6:21  |

## Personnel
- Carla Bley : piano
- Steve Swallow : guitare basse